# الشبكة الإسرائيلية
الشبكة الإسرائيلية (بالعبرية: הערוץ הישראלי) هي محطة تلفزيون إسرائيلية خاصة ودولية. أُطلقت عام 2001 حيث تذيع مجموعة من البرامج التابعة للعديد من القنوات الوطنية العامة على غرار القناة الإسرائيلية الأولى و كذلك برامج قنوات خاصة مثل القناة الثانية الإسرائيلية ثم القناة الإسرائيلية العاشرة والتلفزيون التعليمي.
الشبكة الإسرائيلية متوفرة على أساس الاشتراك في الشرق الأوسط وكذلك في أمريكا الشمالية. عموما فالشبكة تعمل على بث العديد من المسلسلات باللغة العبرية، الإنجليزية، الفرنسية مع توفر ترجمة عند عرض البرنامج بالنسخة الإنجليزية، كما تعمل أيضا على بث نشرات الأخبار والبرامج الحوارية أو برامج الموسيقى المخصصة لليهود المقيمين في مختلف أرجاء العالم.